# Пинелли-Лучани, Агостино
Агостино Лучани-Пинелли (итал. Agostino Pinelli Luciani; Генуя, 1537 — Генуя, 1620) — дож Генуэзской республики.

## Биография
Представитель семейства Лучани, породнившегося с родом Пинелли в 1528 году. Вероятно, родился в Генуе.
На политической сцене представлял "старую" знать. 1 апреля 1609 года был избран дожем, 88-м в республиканской истории. По истечении мандата 2 апреля 1611 года, предположительно, был избран на должность пожизненного прокурора.